# Прва дивизија Фудбалске лиге Енглеске
Прва дивизија Фудбалске лиге Енглеске (енгл. Football League First Division) је била највиша професионална фудбалска лига Енглеске од 1888. до 1992. године, када је основана Премијер лига.
Прва дивизија Фудбалске лиге је након формирања Премијер лиге реорганизована и била је други нивог фудбалског система у Енглеској све до 2004. године, када је расформирана и замењена са Чемпионшипом.

## Историја
Након што је Фудбалски савез Енглеске легализовао професионални фудбал 1885. године, и након низа састанака иницираних од стране Вилијама Макгрегора, директора Астон Виле, 1888. је основана Фудбалска лига Енглеске (Football League). Лига је у првој сезони 1888/89. бројала 12 клубова, а то су били: Акрингтон, Блекберн роверси, Болтон вондерерси, Барнли, Дарби каунти, Евертон, Нотс каунти, Престон Норт Енд, Стоук (сада Стоук сити), Вест Бромвич албион и Вулверхемптон вондерерси. Први првак је био Престон Норт Енд, који је сезону завршио без пораза.
Њен статус најеминентније лиге у земљи је ојачан 1892. године, када је ривалска Фудбалска алијанса припојена Фудбалској лиги. Када је лига добила нове чланове из Фудбалске алијансе, подељена је у две дивизије; оригинална лига је проширена (придружила се три најбоља клуба из Алијансе) и преименована у Прву дивизију, док су остали чланови Фудбалске алијансе примљени у новоформирану Другу дивизију, одакле је био могућ пласман у виши ранг.
У наредних 100 година, Прва лига је била неприкосновена највиша професионална фудбалска лига у енглеском фудбалу. Затим, 22 клуба који су чинили Прву лигу су 1992. изабрали да се повуку из Фудбалске лиге и оснују Премијер лигу, која је од сезоне 1992/93. заменила Прву лигу као највишу у фудбалском систему Енглеске. Превасходно су то урадили да би максимално искористили свој статус највећих и најбогатијих клубова у земљи, и да би обезбедили већу зараду од телевизијских права.

## Број клубова
Прва лига се првобитно састојала од 12 клубова оснивача, а од тада је прошла кроз низ проширења, јер је фудбал постајао све популарнији и број квалитетних тимова се повећавао, тако да је у последњој сезони 1991/92. било 22 клуба.
| Бр. клубова | Од   | До   |
| ----------- | ---- | ---- |
| 12          | 1888 | 1891 |
| 14          | 1891 | 1892 |
| 16          | 1892 | 1898 |
| 18          | 1898 | 1905 |
| 20          | 1905 | 1915 |
| 22          | 1919 | 1987 |
| 21          | 1987 | 1988 |
| 20          | 1988 | 1991 |
| 22          | 1991 | 1992 |

## Прваци

### Фудбалска лига (1888–1892)
| Сезона   | Првак (број титула)  | Вицепрвак        | Треће место              | Најбољи стрелац                 | Голова |
| -------- | -------------------- | ---------------- | ------------------------ | ------------------------------- | ------ |
| 1888/89. | Престон Норт Енд[1]  | Астон Вила       | Вулверхемптон вондерерси | Џун Гудол (Престон Норт Енд)    | 21     |
| 1889/90. | Престон Норт Енд (2) | Евертон          | Блекберн роверси         | Џими Рос (Престон Норт Енд)     | 24     |
| 1890/91. | Евертон              | Престон Норт Енд | Нотс каунти              | Џек Саутворт (Блекберн роверси) | 26     |
| 1891/92. | Сандерланд           | Престон Норт Енд | Болтон вондерерси        | Џон Кембел (Сандерланд)         | 32     |

### Прва дивизија Фудбалске лиге (1892–1992)
| Сезона           | Првак (број титула)                                                             | Вицепрвак                                                                       | Треће место                                                                     | Најбољи стрелац                                                                 | Голова                                                                          |
| ---------------- | ------------------------------------------------------------------------------- | ------------------------------------------------------------------------------- | ------------------------------------------------------------------------------- | ------------------------------------------------------------------------------- | ------------------------------------------------------------------------------- |
| 1892/93.         | Сандерланд (2)                                                                  | Престон Норт Енд                                                                | Евертон                                                                         | Џон Кембел (Сандерланд)                                                         | 31                                                                              |
| 1893/94.         | Астон Вила                                                                      | Сандерланд                                                                      | Дарби каунти                                                                    | Џек Саутворт (Евертон)                                                          | 27                                                                              |
| 1894/95.         | Сандерланд (3)                                                                  | Евертон                                                                         | Астон Вила                                                                      | Џон Кембел (Сандерланд)                                                         | 22                                                                              |
| 1895/96.         | Астон Вила (2)                                                                  | Дарби каунти                                                                    | Евертон                                                                         | Џон Кембел (Астон Вила) Стив Блумер (Дарби каунти)                              | 20                                                                              |
| 1896/97.         | Астон Вила (3)                                                                  | Шефилд јунајтед                                                                 | Дарби каунти                                                                    | Стив Блумер (Дарби каунти)                                                      | 22                                                                              |
| 1897/98.         | Шефилд јунајтед                                                                 | Сандерланд                                                                      | Вулверхемптон вондерерси                                                        | Фред Вилдон (Астон Вила)                                                        | 21                                                                              |
| 1898/99.         | Астон Вила (4)                                                                  | Ливерпул                                                                        | Барнли                                                                          | Стив Блумер (Дарби каунти)                                                      | 23                                                                              |
| 1899/00.         | Астон Вила (5)                                                                  | Шефилд јунајтед                                                                 | Сандерланд                                                                      | Били Гарати (Астон Вила)                                                        | 27                                                                              |
| 1900/01.         | Ливерпул                                                                        | Сандерланд                                                                      | Нотс каунти                                                                     | Стив Блумер (Дарби каунти)                                                      | 23                                                                              |
| 1901/02.         | Сандерланд (4)                                                                  | Евертон                                                                         | Њукасл јунајтед                                                                 | Џими Сетл (Евертон)                                                             | 18                                                                              |
| 1902/03.         | Шефилд венздеј[7]                                                               | Астон Вила                                                                      | Сандерланд                                                                      | Сем Рејбоулд (Ливерпул)                                                         | 31                                                                              |
| 1903/04.         | Шефилд венздеј[7] (2)                                                           | Манчестер сити                                                                  | Евертон                                                                         | Стив Блумер (Дарби каунти)                                                      | 20                                                                              |
| 1904/05.         | Њукасл јунајтед                                                                 | Евертон                                                                         | Манчестер сити                                                                  | Артур Браун (Шефилд јунајтед)                                                   | 22                                                                              |
| 1905/06.         | Ливерпул (2)                                                                    | Престон Норт Енд                                                                | Шефилд венздеј                                                                  | Алберт Шеперд (Болтон вондерерси)                                               | 26                                                                              |
| 1906/07.         | Њукасл јунајтед (2)                                                             | Бристол сити                                                                    | Евертон                                                                         | Алекс Јанг (Евертон)                                                            | 30                                                                              |
| 1907/08.         | Манчестер јунајтед                                                              | Астон Вила                                                                      | Манчестер сити                                                                  | Инок Вест (Нотингем форест)                                                     | 27                                                                              |
| 1908/09.         | Њукасл јунајтед (3)                                                             | Евертон                                                                         | Сандерланд                                                                      | Берт Фриман (Евертон)                                                           | 38                                                                              |
| 1909/10.         | Астон Вила (6)                                                                  | Ливерпул                                                                        | Блекберн роверси                                                                | Џек Паркинсон (Ливерпул)                                                        | 30                                                                              |
| 1910/11.         | Манчестер јунајтед (2)                                                          | Астон Вила                                                                      | Сандерланд                                                                      | Алберт Шеперд (Њукасл јунајтед)                                                 | 25                                                                              |
| 1911/12.         | Блекберн роверси                                                                | Евертон                                                                         | Њукасл јунајтед                                                                 | Хари Хемптон (Астон Вила) Џорџ Холи (Сандерланд) Дејвид Маклин (Шефилд венздеј) | 25                                                                              |
| 1912/13.         | Сандерланд (5)                                                                  | Астон Вила                                                                      | Шефилд венздеј                                                                  | Дејвид Маклин (Шефилд венздеј)                                                  | 30                                                                              |
| 1913/14.         | Блекберн роверси (2)                                                            | Астон Вила                                                                      | Мидлсбро                                                                        | Џорџ Елиот (Мидлсбро)                                                           | 32                                                                              |
| 1914/15.         | Евертон (2)                                                                     | Олдам атлетик                                                                   | Блекберн роверси                                                                | Боби Паркер (Евертон)                                                           | 35                                                                              |
| 1915/16–1918/19. | Првенство није играно због Првог светског рата.                                 | Првенство није играно због Првог светског рата.                                 | Првенство није играно због Првог светског рата.                                 | Првенство није играно због Првог светског рата.                                 | Првенство није играно због Првог светског рата.                                 |
| 1919/20.         | Вест Бромвич албион                                                             | Барнли                                                                          | Челси                                                                           | Фред Морис (Вест Бромвич албион)                                                | 37                                                                              |
| 1920/21.         | Барнли                                                                          | Манчестер сити                                                                  | Болтон вондерерси                                                               | Џо Смит (Болтон вондерерси)                                                     | 38                                                                              |
| 1921/22.         | Ливерпул (3)                                                                    | Тотенхем хотспер                                                                | Барнли                                                                          | Ендру Вилсон (Мидлсбро)                                                         | 31                                                                              |
| 1922/23.         | Ливерпул (4)                                                                    | Сандерланд                                                                      | Хадерсфилд таун                                                                 | Чарли Бјукен (Сандерланд)                                                       | 30                                                                              |
| 1923/24.         | Хадерсфилд таун                                                                 | Кардиф сити                                                                     | Сандерланд                                                                      | Вилф Чедвик (Евертон)                                                           | 28                                                                              |
| 1924/25.         | Хадерсфилд таун (2)                                                             | Вест Бромвич албин                                                              | Болтон вондерерси                                                               | Френк Робертс (Манчестер сити)                                                  | 31                                                                              |
| 1925/26          | Хадерсфилд таун (3)                                                             | Арсенал                                                                         | Сандерланд                                                                      | Тед Харпер (Блекберн роверси)                                                   | 43                                                                              |
| 1926/27.         | Њукасл јунајтед (4)                                                             | Хадерсфилд таун                                                                 | Сандерланд                                                                      | Џими Тротер (Шефилд венздеј)                                                    | 37                                                                              |
| 1927/28.         | Евертон (3)                                                                     | Хадерсфилд таун                                                                 | Лестер Сити                                                                     | Дикси Дин (Евертон)                                                             | 60                                                                              |
| 1928/29.         | Шефилд венздеј[7] (3)                                                           | Лестер Сити                                                                     | Астон Вила                                                                      | Дејв Халидеј (Сандерланд)                                                       | 43                                                                              |
| 1929/30.         | Шефилд венздеј (4)                                                              | Дарби каунти                                                                    | Манчестер сити                                                                  | Вик Вотсон (Вест Хем јунајтед)                                                  | 41                                                                              |
| 1930/31.         | Арсенал                                                                         | Астон Вила                                                                      | Шефилд венздеј                                                                  | Том Воринг (Астон Вила)                                                         | 49                                                                              |
| 1931/32.         | Евертон (4)                                                                     | Арсенал                                                                         | Шефилд венздеј                                                                  | Дикси Дин (Евертон)                                                             | 44                                                                              |
| 1932/33.         | Арсенал (2)                                                                     | Астон Вила                                                                      | Шефилд венздеј                                                                  | Џек Бауерс (Дарби каунти)                                                       | 35                                                                              |
| 1933/34.         | Арсенал (3)                                                                     | Хадерсфилд таун                                                                 | Тотенхем хотспер                                                                | Џек Бауерс (Дарби каунти)                                                       | 34                                                                              |
| 1934/35.         | Арсенал (4)                                                                     | Сандерланд                                                                      | Шефилд венздеј                                                                  | Тед Дрејк (Арсенал)                                                             | 42                                                                              |
| 1935/36.         | Сандерланд (6)                                                                  | Дарби каунти                                                                    | Хадерсфилд таун                                                                 | Вилијам Џ. Ричардсон (Вест Бромвич албион)                                      | 39                                                                              |
| 1936/37.         | Манчестер сити                                                                  | Чарлтон атлетик                                                                 | Арсенал                                                                         | Фреди Стил (Стоук сити)                                                         | 33                                                                              |
| 1937/38.         | Арсенал (5)                                                                     | Вулверхемптон вондерерси                                                        | Престон Норт Енд                                                                | Томи Лоутон (Евертон)                                                           | 28                                                                              |
| 1938/39.         | Евертон (5)                                                                     | Вулверхемптон вондерерси                                                        | Чарлтон атлетик                                                                 | Томи Лоутон (Евертон)                                                           | 35                                                                              |
| 1939/40.         | Првенство прекинуто због Другог светског рата (Блекпул је био први пре прекида) | Првенство прекинуто због Другог светског рата (Блекпул је био први пре прекида) | Првенство прекинуто због Другог светског рата (Блекпул је био први пре прекида) | Првенство прекинуто због Другог светског рата (Блекпул је био први пре прекида) | Првенство прекинуто због Другог светског рата (Блекпул је био први пре прекида) |
| 1940/41–1945/46. | Првенство није играно због Другог светског рата.                                | Првенство није играно због Другог светског рата.                                | Првенство није играно због Другог светског рата.                                | Првенство није играно због Другог светског рата.                                | Првенство није играно због Другог светског рата.                                |
| 1946/47.         | Ливерпул (5)                                                                    | Манчестер јунајтед                                                              | Вулверхемптон вондерерси                                                        | Денис Весткот (Вулверхемптон вондерерси)                                        | 37                                                                              |
| 1947/48.         | Арсенал (6)                                                                     | Манчестер јунајтед                                                              | Барнли                                                                          | Рони Рук (Арсенал)                                                              | 33                                                                              |
| 1948/49.         | Портсмут                                                                        | Манчестер јунајтед                                                              | Дарби каунти                                                                    | Вили Мојир (Болтон вондерерси)                                                  | 25                                                                              |
| 1949/50.         | Портсмут (2)                                                                    | Вулверхемптон вондерерси                                                        | Сандерланд                                                                      | Дики Дејвис (Сандерланд)                                                        | 25                                                                              |
| 1950/51.         | Тотенхем хотспер                                                                | Манчестер јунајтед                                                              | Блекпул                                                                         | Стен Мортенсен (Блекпул)                                                        | 30                                                                              |
| 1951/52.         | Манчестер јунајтед (3)                                                          | Тотенхем хотспер                                                                | Арсенал                                                                         | Џорџ Робледо (Њукасл јунајтед)                                                  | 33                                                                              |
| 1952/53.         | Арсенал (7)                                                                     | Престон Норт Енд                                                                | Вулверхемптон вондерерси                                                        | Чарли Вејман (Престон Норт Енд)                                                 | 24                                                                              |
| 1953/54.         | Вулверхемптон вондерерси                                                        | Вест Бромвич албион                                                             | Хадерсфилд таун                                                                 | Џими Глазард (Хадерсфилд таун)                                                  | 29                                                                              |
| 1954/55.         | Челси                                                                           | Вулверхемптон вондерерси                                                        | Портсмут                                                                        | Рони Ален (Вест Бромвич албион)                                                 | 27                                                                              |
| 1955/56.         | Манчестер јунајтед (4)                                                          | Блекпул                                                                         | Вулверхемптон вондерерси                                                        | Нет Лофтхаус (Болтон вондерерси)                                                | 33                                                                              |
| 1956/57.         | Манчестер јунајтед (5)                                                          | Тотенхем хотспер                                                                | Престон Норт Енд                                                                | Џон Чарлс (Лидс јунајтед)                                                       | 38                                                                              |
| 1957/58.         | Вулверхемптон вондерерси (2)                                                    | Престон Норт Енд                                                                | Тотенхем хотспер                                                                | Боби Смит (Тотенхем хотспер)                                                    | 36                                                                              |
| 1958/59.         | Вулверхемптон вондерерси (3)                                                    | Манчестер јунајтед                                                              | Арсенал                                                                         | Џими Гривс (Челси)                                                              | 33                                                                              |
| 1959/60.         | Барнли (2)                                                                      | Вулверхемптон вондерерси                                                        | Тотенхем хотспер                                                                | Дени Вајолет (Манчестер јунајтед)                                               | 32                                                                              |
| 1960/61.         | Тотенхем хотспер (2)                                                            | Шефилд венздеј                                                                  | Вулверхемптон вондерерси                                                        | Џими Гривс (Челси)                                                              | 41                                                                              |
| 1961/62.         | Ипсвич таун                                                                     | Барнли                                                                          | Тотенхем хотспер                                                                | Реј Крофорд (Ипсвич таун) Дерек Кеван (Вест Бромвич албион)                     | 33                                                                              |
| 1962/63.         | Евертон (6)                                                                     | Тотенхем хотспер                                                                | Барнли                                                                          | Џими Гривс (Тотенхем хотспер)                                                   | 37                                                                              |
| 1963/64.         | Ливерпул (6)                                                                    | Манчестер јунајтед                                                              | Евертон                                                                         | Џими Гривс (Тотенхем хотспер)                                                   | 35                                                                              |
| 1964/65.         | Манчестер јунајтед (6)                                                          | Лидс јунајтед                                                                   | Челси                                                                           | Енди Макивој (Блекберн роверси) Џими Гривс (Тотенхем хотспер)                   | 29                                                                              |
| 1965/66.         | Ливерпул (7)                                                                    | Лидс јунајтед                                                                   | Барнли                                                                          | Вили Ирвајн (Барнли)                                                            | 29                                                                              |
| 1966/67.         | Манчестер јунајтед (7)                                                          | Нотингем форест                                                                 | Тотенхем хотспер                                                                | Рон Дејвис (Саутемптон)                                                         | 37                                                                              |
| 1967/68.         | Манчестер сити (2)                                                              | Манчестер јунајтед                                                              | Ливерпул                                                                        | Џорџ Бест (Манчестер јунајтед) Рон Дејвис (Саутемптон)                          | 28                                                                              |
| 1968/69.         | Лидс јунајтед                                                                   | Ливерпул                                                                        | Евертон                                                                         | Џими Гривс (Тотенхем хотспер)                                                   | 27                                                                              |
| 1969/70.         | Евертон (7)                                                                     | Лидс јунајтед                                                                   | Челси                                                                           | Џеф Астл (Вест Бромвич албион)                                                  | 25                                                                              |
| 1970/71.         | Арсенал (8)                                                                     | Лидс јунајтед                                                                   | Тотенхем хотспер                                                                | Тони Браун (Вест Бромвич албион)                                                | 28                                                                              |
| 1971/72.         | Дарби каунти                                                                    | Лидс јунајтед                                                                   | Ливерпул                                                                        | Френсис Ли (Манчестер сити)                                                     | 33                                                                              |
| 1972/73.         | Ливерпул[2] (8)                                                                 | Арсенал                                                                         | Лидс јунајтед                                                                   | Поп Робсон (Вест Хем јунајтед)                                                  | 28                                                                              |
| 1973/74.         | Лидс јунајтед (2)                                                               | Ливерпул                                                                        | Дарби каунти                                                                    | Мик Ченон (Саутемптон)                                                          | 21                                                                              |
| 1974/75.         | Дарби каунти (2)                                                                | Ливерпул                                                                        | Ипсвич таун                                                                     | Малколм Макдоналд (Њукасл јунајтед)                                             | 21                                                                              |
| 1975/76.         | Ливерпул[2] (9)                                                                 | Квинс парк ренџерси                                                             | Манчестер јунајтед                                                              | Тед Макдугал (Норвич сити)                                                      | 23                                                                              |
| 1976/77.         | Ливерпул[4] (10)                                                                | Манчестер сити                                                                  | Ипсвич таун                                                                     | Малколм Макдоналд (Арсенал) Енди Греј (Астон Вила)                              | 25                                                                              |
| 1977/78.         | Нотингем форест[4]                                                              | Ливерпул                                                                        | Евертон                                                                         | Боб Летчфорд (Евертон)                                                          | 30                                                                              |
| 1978/79.         | Ливерпул (11)                                                                   | Нотингем форест                                                                 | Вест Бромвич албион                                                             | Френк Вортингтон (Болтон вондерерси)                                            | 24                                                                              |
| 1979/80.         | Ливерпул (12)                                                                   | Манчестер јунајтед                                                              | Ипсвич таун                                                                     | Фил Бојер (Саутемптон)                                                          | 23                                                                              |
| 1980/81.         | Астон Вила (7)                                                                  | Ипсвич таун                                                                     | Арсенал                                                                         | Питер Вите (Астон Вила) Стив Арчибалд (Тотенхем хотспер)                        | 20                                                                              |
| 1981/82. [5]     | Ливерпул[5](13)                                                                 | Ипсвич таун                                                                     | Манчестер јунајтед                                                              | Кевин Киган (Саутемптон)                                                        | 26                                                                              |
| 1982/83.         | Ливерпул[4] (14)                                                                | Вотфорд                                                                         | Манчестер јунајтед                                                              | Лутер Блисет (Вотфорд)                                                          | 27                                                                              |
| 1983/84.         | Ливерпул[3][4] (15)                                                             | Саутемптон                                                                      | Нотингем форест                                                                 | Ијан Раш (Ливерпул)                                                             | 32                                                                              |
| 1984/85.         | Евертон[6] (8)                                                                  | Ливерпул                                                                        | Тотенхем хотспер                                                                | Кери Диксон (Челси) Гари Линекер (Лестер Сити)                                  | 24                                                                              |
| 1985/86.         | Ливерпул (16)                                                                   | Евертон                                                                         | Вест Хем јунајтед                                                               | Гари Линекер (Евертон)                                                          | 30                                                                              |
| 1986/87.         | Евертон (9)                                                                     | Ливерпул                                                                        | Тотенхем хотспер                                                                | Клајв Ален (Тотенхем хотспер)                                                   | 33                                                                              |
| 1987/88.         | Ливерпул (17)                                                                   | Манчестер јунајтед                                                              | Нотингем форест                                                                 | Џон Олдриџ (Ливерпул)                                                           | 26                                                                              |
| 1988/89.         | Арсенал (9)                                                                     | Ливерпул                                                                        | Нотингем форест                                                                 | Алан Смит (Арсенал)                                                             | 23                                                                              |
| 1989/90.         | Ливерпул (18)                                                                   | Астон Вила                                                                      | Тотенхем хотспер                                                                | Гари Линекер (Тотенхем хотспер)                                                 | 24                                                                              |
| 1990/91.         | Арсенал (10)                                                                    | Ливерпул                                                                        | Кристал палас                                                                   | Алан Смит (Арсенал)                                                             | 22                                                                              |
| 1991/92.         | Лидс јунајтед (3)                                                               | Манчестер јунајтед                                                              | Шефилд венздеј                                                                  | Ијан Рајт (Кристал палас/Арсенал)                                               | 29                                                                              |

Подебљано означава освајаче дупле круне – лигашког првака Енглеске и освајача ФА купа, или лигашког првака и освајача Купа европских шампиона.

### Успешност клубова
| Клуб                     | Првак | Вицепрвак | Године првак |
| ------------------------ | ----- | --------- | --- |
| Ливерпул                 | 18    | 10        | 1900/01, 1905/06, 1921/22, 1922/23, 1946/47, 1963/64, 1965/66, 1972/73, 1975/76, 1976/77, 1978/79, 1979/80, 1981/82, 1982/83, 1983/84, 1985/86, 1987/88, 1989/90 |
| Арсенал                  | 10    | 3         | 1930/31, 1932/33, 1933/34, 1934/35, 1937/38, 1947/48, 1952/53, 1970/71, 1988/89, 1990/91                                                                         |
| Евертон                  | 9     | 7         | 1890/91, 1914/15, 1927/28, 1931/32, 1938/39, 1962/63, 1969/70, 1984/85, 1986/87                                                                                  |
| Манчестер јунајтед       | 7     | 10        | 1907/08, 1910/11, 1951/52, 1955/56, 1956/57, 1964/65, 1966/67 |
| Астон Вила               | 7     | 9         | 1893/94, 1895/96, 1896/97, 1898/99, 1899/00, 1909/10, 1980/81 |
| Сандерланд               | 6     | 5         | 1891/92, 1892/93, 1894/95, 1901/02, 1912/13, 1935/36 |
| Шефилд венздеј           | 4     | 1         | 1902/03, 1903/04, 1928/29, 1929/30 |
| Њукасл јунајтед          | 4     | 0         | 1904/05, 1906/07, 1908/09, 1926/27 |
| Лидс јунајтед            | 3     | 5         | 1968/69, 1973/74, 1991/92 |
| Вулверхемптон вондерерси | 3     | 5         | 1953/54, 1957/58, 1958/59 |
| Хадерсфилд таун          | 3     | 3         | 1923/24, 1924/25, 1925/26 |
| Престон Норт Енд         | 2     | 6         | 1888/89, 1889/90 |
| Тотенхем хотспер         | 2     | 4         | 1950/51, 1960/61 |
| Манчестер сити           | 2     | 3         | 1936/37, 1967/68 |
| Дарби каунти             | 2     | 3         | 1971/72, 1974/75 |
| Барнли                   | 2     | 2         | 1920/21, 1959/60 |
| Блекберн роверси         | 2     | 0         | 1911/12, 1913/14 |
| Портсмут                 | 2     | 0         | 1948/49, 1949/50 |
| Ипсвич таун              | 1     | 2         | 1961/62 |
| Нотингем форест          | 1     | 2         | 1977/78 |
| Шефилд јунајтед          | 1     | 2         | 1897/98 |
| Вест Бромвич албион      | 1     | 2         | 1919/20 |
| Челси                    | 1     | 0         | 1954/55 |